# جو دورست
جو دورست (انگلیسی: Joe Dorsett; ۱۱ آوریل ۱۸۸۸ – ۱۵ مارس ۱۹۵۱) بازیکن فوتبال اهل بریتانیا بود.
از باشگاه‌هایی که در آن بازی کرده‌است می‌توان به باشگاه فوتبال وست برومویچ آلبیون، باشگاه فوتبال ساوتند یونایتد، باشگاه فوتبال منچستر سیتی، باشگاه فوتبال میلوال، و باشگاه فوتبال کولنه اشاره کرد.